# المعابر (بروم ميفع)
'

تعديل مصدري - تعديل

المعابر هي إحدى قرى عزلة ميفع بمديرية بروم ميفع التابعة لمحافظة حضرموت، بلغ تعداد سكانها 58 نسمة حسب تعداد اليمن لعام 2004.